# Phiomicetus
Phiomicetus é um gênero de baleia protocetídeo que viveu entre 43 e 42 milhões de anos atrás durante o Eoceno médio no que hoje é o Egito. Tinha mandíbulas poderosas e dentes grandes que lhe teriam permitido caçar e matar presas grandes.

## Espécies
Phiomicetus anubis, a espécie, é baseado em um fóssil de 43 milhões de anos descoberto no Oásis de Faium, anunciado ao mundo em agosto de 2021. Ele está localizado na família transicional, semiaquática, Protocetidae, da qual é a mais basal membro. Como todos os protocetídeos, tinha grandes membros anteriores e posteriores que podiam suportar o corpo em terra. O comprimento corporal é estimado em 3 metros e a massa corporal em 600 kg. Características do crânio e da mandíbula sugerem que ele tinha um "forte estilo de alimentação raptorial". Phiomicetus anubis com 3 metros de comprimento caminhava por terra e nadava na água e possuía músculos mandibulares poderosos que o teriam permitido morder presas facilmente, como crocodilos e pequenos mamíferos, incluindo filhotes de outras espécies de baleias.